# Havscitron
Havscitron (Archidoris pseudoargus) är en nakensnäcka som förekommer från Medelhavet och norrut till Brittiska öarna och Nordsjön. Den lever ner till 300 meters djup och livnär sig på svampdjur, speciellt på brödsvamp. 
Havscitronen blir 10–12 centimeter stor och har två korta tentakler vid huvudet och en krans av gälar längre bak på kroppen. Den är ofta fläckig i flera olika färger. Den kan bland annat vara närmast citrongul, men också ha röda, grönaktiga, brunaktig eller vita inslag.